# Thomas Butler, 10:e earl av Ormonde

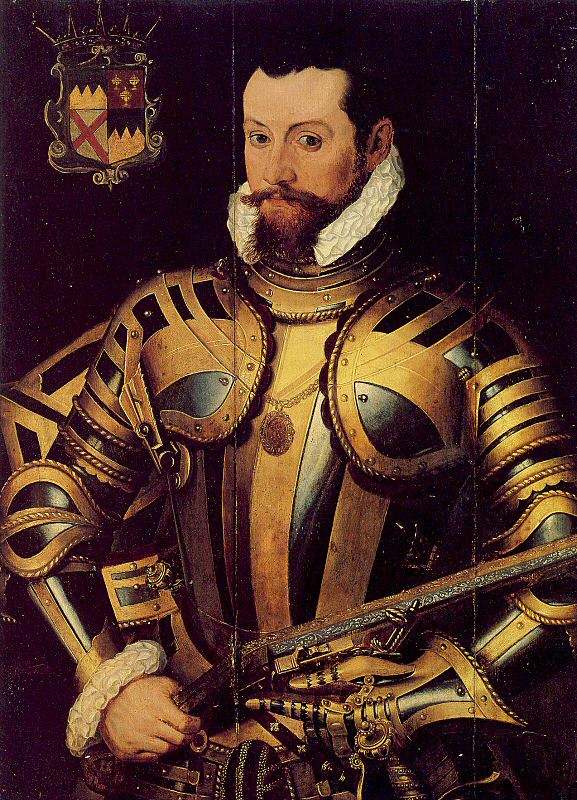
Thomas Butler, 10:e earl av Ormonde, porträtt av Steven van der Meulen.

Thomas Butler, 10:e earl av Ormonde, född omkring 1531, död den 22 november 1614, även känd som den tredje earlen och som "den svarte earlen", var en irländsk ädling, son till James Butler, 9:e earl av Ormonde.
Ormonde var Lord High Treasurer of Ireland och en mycket betydande person under den senare delen av 1500-talet. Han var protestant och använde sitt stora inflytande tillsammans med  Elisabet och hennes ministrar för att krossa de irländska rebellerna, men han var möjligen mer angelägen om att besegra sin arvsfiende earlen av Desmond, en kamp som ödelagt Munster under många år. Hans arvinge var brorsonen Walter Butler (1569-1633).